# Ragnhild Reingardt
Ragnhild Sigrid Augusta Reingardt, född 8 april 1936 i Helsingborg, är en svensk inredningsarkitekt, skulptör och grafiker, som även har amerikanskt medborgarskap. 
Reingardt, som är dotter till lantbrukare Torsten Reingardt och Edna Monteen, studerade vid Konstfackskolan i Stockholm 1953–1958. Hon anställdes hos arkitekt Hilding Sundberg i Stockholm 1960, men kom därefter att bedriva specialstudier vid Carpenter Center for the Visual Arts, Harvard University Summer School, 1964 och 1966 samt vid Center for Advanced Visual Studies, MIT, 1975–1976. Hon flyttade sin ateljé och bostad från Stockholm till USA 1972 och var verksam där fram till 1998, varefter bostaden med den konstnärliga verksamheten är i hennes uppväxtort Glumslöv utanför Landskrona.
Hon har utfört tidsbestämda större utomhus skulpturala installationer speciellt under åren i USA. Skulptur, grafik och arbeten på papper samt foto dokumentationer utgör hennes uttrycksformer. Efter utbildningen i Stockholm var hon gift med Olle Karlström och har med honom två barn födda i Stockholm. Ragnhild Reingardt har ytterligare en dotter född i USA. Ragnhild Reingardt finns representerad på Nationalmuseum samt andra museer, offentliga institutioner och konstsamlingar i Sverige och USA.